# Stephanie McMahon
Stephanie Marie McMahon Levesque (/məkˈmæn/ mək-MAN; nhũ danh McMahon; sinh 24 tháng 9, 1976) là một nữ doanh nhân người Mỹ, giám đốc thương hiệu (CBO) của WWE và là người đại diện của Raw. Cô cũng đã từng là đô vật chuyên nghiệp và từng là WWF Women's Champion.